# 大坝镇 (博白县)
大坝镇，是中华人民共和国广西壮族自治区玉林市博白县下辖的一个乡镇级行政单位。

## 行政区划
大坝镇下辖以下地区：
青山村、官岭村、大益村、诸岭村、久福村和那雷村。